# Talkeetna
Talkeetna je CDP na Aljašce ve Spojených státech amerických. Podle sčítání lidu v roce 2010 zde žilo 876 obyvatel. Obec leží na soutoku tří řek – Susitna, Chulitna a Talkeetna. Oblast byla osídlena roku 1916, kdy zde bylo otevřeno okresní ředitelství Aljašské železnice. Rovněž zde byl otevřen poštovní úřad, pila, obchod a další podniky. Čestným starostou obce byl v letech 1997 až 2017 kocour Stubbs.